# Fantamady Keita
Fantamady Keita (né le 25 septembre 1949 à Bamako) est un ancien footballeur international malien. Il était attaquant.
Il a terminé meilleur buteur de la CAN en 1972 avec 5 buts.

## Carrière
- 1970-1972 : AS Real Bamako ( Mali)
- 1973-1976 : Stade rennais ( France)
- 1976-1977 : Philadelphie ( États-Unis)
- 1977-1978 : Stade rennais ( France)
- 1978-1979 : AS Angoulême ( France)
- 1979-1980 : FC Chaumont ( France)[1]

## Palmarès
- Finaliste de la Coupe d'Afrique des nations 1972 avec le Mali
- Meilleur buteur de la Coupe d’Afrique des nations 1972 (5 buts) avec le Mali